# Бинисуфиён
Бинисуфиё́н (тадж. Бинисуфиён) — деха́ (сельский населённый пункт) в Раштском районе Таджикистана. Входит в состав сельской общины (джамоата дехота) Рахимзода. Расстояние от села до центра района (пгт Гарм) — 13 км, до центра джамоата (село Санги-Малики) — 3 км. Население — 514 человек (2017 г.), таджики. Население в основном занято сельским хозяйством (животноводство и растениводство). Земли орошаются главным образом водами горных источников.